# Epidesma capyscoides
Epidesma capyscoides är en fjärilsart som beskrevs av Paul Dognin 1911. Epidesma capyscoides ingår i släktet Epidesma och familjen björnspinnare. Inga underarter finns listade i Catalogue of Life.